# سفين تيله
سفين تيله (بالألمانية: Sven Thiele)‏ هو مصارع رياضي ألماني، ولد في 12 مايو 1969 في مرسيبورغ في ألمانيا.

## وصلات خارجية
- سفين تيله على موقع قاعدة بيانات المصارعة الدولية (الإنجليزية)
- سفين تيله على موقع أوليمبيديا (الإنجليزية)